# Microrregión de Porto Seguro
La microrregión de Porto Seguro es una de las  microrregiones del estado brasileño de la Bahia perteneciente a la mesorregión  Sur Baiano. Su población fue estimada en 2007 por el IBGE en 678.536 habitantes y está dividida en diecinueve municipios. Posee un área total de 27.665,304 km².

## Municipios
- Alcobaça
- Caravelas
- Eunápolis
- Guaratinga
- Ibirapuã
- Itabela
- Itagimirim
- Itamaraju
- Itanhém
- Jucuruçu
- Lajedão
- Medeiros Neto
- Mucuri
- Nova Viçosa
- Porto Seguro
- Prado
- Santa Cruz Cabrália
- Teixeira de Freitas
- Vereda